# The Heart of Me
The Heart of Me ist ein Kostümdrama von Thaddeus O’Sullivan aus dem Jahr 2002, mit Helena Bonham Carter, Olivia Williams und Paul Bettany in den Hauptrollen. Der Film basiert auf dem Roman The Echoing Grove (Der begrabene Tag) von Rosamond Lehmann und feierte seine Premiere beim Toronto Film Festival am 6. September 2002.

## Handlung
1934, nach dem Tod ihres Vaters lädt die anständige und verklemmte Hausfrau Madeleine ihre eigenwillige Schwester Dinah zu sich und ihrem Ehemann Rickie, ins vornehme Londoner Zuhause ein. Das Ehepaar hat einen gemeinsamen Sohn namens Anthony. Madeleine war schon immer neidisch auf Dinah, eine unkonventionelle Malerin, welche oft Verzweiflung bei ihrer konservativen Schwester und Mutter auslöst. Madeleine versucht schließlich Dinah mit einem ansehnlichen Mann zu verloben. Dinah verkündet ihre Verlobung dann bei einem Familienessen. Doch später am Abend wird sie von Rickie, der schon lange Gefühle für Dinah hatte, gebeten das Verlöbnis zu beenden. Mit der Zeit beginnen die beiden eine Affäre. Selbst als Dinah schwanger wird, ziehen sie es vor, seine Ehe bestehen zu lassen. Rickie lebt sein Leben mit Madeleine wie bisher, während Dinah mit ihrer Freundin Bridie die Geburt des Kindes erwartet.
Nachdem das Baby tot geboren wird, wendet sich Dinah von Rickie ab und beendet die Affäre. Dies löst Verzweiflung bei Rickie aus, was er vor Madeleine zu verheimlichen versucht. Monate später erhält sie aber einen Brief von Bridie, in dem diese ihr von der Affäre berichtet und einen Einblick in die Vorfälle verschafft. Rickie gibt nach dem Ende der Affäre nicht nach. Letztlich tritt Dinah wieder in sein Leben und er sagt Madeleine, dass er sie verlasse. Die Dinge nehmen allerdings eine schlimme Wendung, als Rickie zusammenbricht und ins Krankenhaus gebracht wird, während Dinah Zuhause unwissend auf ihn wartet. Dinah wird später von ihrer Mutter und Schwester davon abgehalten ihn wiederzusehen, sie sagen ihr, er hätte sich entschieden zu seiner Familie zurückzukehren. Rickie hingegen sagen sie, dass Dinah ihn verlassen hätte.
Erst nach einigen Monaten trifft das Liebespärchen wieder aufeinander, als Dinah die von Rickie finanzierte Wohnung verlässt. Ihm fällt auf, dass sie die ganze Zeit dort war und nicht weggegangen ist. Dinah allerdings ist nach allem, was passiert ist, zu verletzt, um die Affäre fortzuführen, so trennen sich die beiden ein letztes Mal. Der Film endet mit einer Versöhnung zwischen Dinah und Madeleine und wie beide lernen einander zu vergeben.

## Auszeichnungen
British Independent Film Awards
- 2003: Einen British Independent Film Award in der Kategorie Beste Schauspielerin für Olivia Williams. Eine Nominierung in der Kategorie Beste Schauspielerin für Helena Bonham Carter.

London Critics Circle Film Awards
- 2003: Einen ALFS-Award in der Kategorie Beste britische Schauspielerin für Helena Bonham Carter. Eine Nominierung für Paul Bettany, in der Kategorie Bester britischer Schauspieler.

Evening Standard British Film Awards
- 2004: Einen Evening Standard British Film Award in der Kategorie Bester Schauspieler für Paul Bettany.